# جينا غاليغو
جينا غاليغو (بالإنجليزية: Gina Gallego)‏ هي ممثلة أمريكية، ولدت في 30 أكتوبر 1955 في لوس أنجلوس في الولايات المتحدة.

## أعمال

### أفلام
- (2002) تقرير الأقلية[3]
- (2003) إدارة الغضب[4]
- (2008) بيفرلي هيلز تشيواوا[5][6]
- (2008) مخلوقات مجنحة

### مسلسلات
- الانتقام
- إن سي آي إس
- بيفرلي هيلز 90210
- تشريح غراي
- جاغ
- خطوة بخطوة
- ذا ميدل

## وصلات خارجية
- جينا غاليغو على موقع IMDb (الإنجليزية)
- جينا غاليغو على موقع ألو سيني (الفرنسية)
- جينا غاليغو على موقع أول موفي (الإنجليزية)
- جينا غاليغو على موقع قاعدة بيانات الأفلام السويدية (السويدية)
- جينا غاليغو على موقع قاعدة بيانات الفيلم (الإنجليزية)
- جينا غاليغو على موقع كينوبويسك (الروسية)